# 巴林—沙特阿拉伯關係
巴林－沙特阿拉伯關係（阿拉伯语：العلاقات السعودية البحرينية）是指巴林王国和沙特阿拉伯王国之间的外交关系。

## 現狀

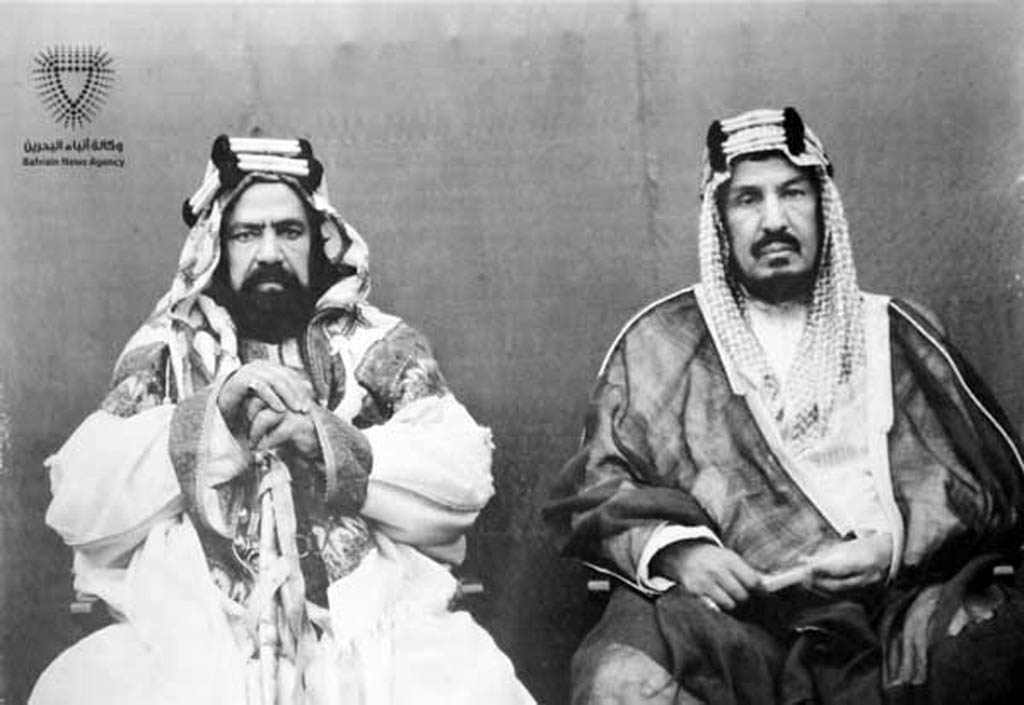
萨勒曼·本·哈马德·阿勒哈利法 与沙特国王伊本·沙特。这张照片摄于1953年之前

这两个国家都是逊尼派君主制国家，既有逊尼派人口，也有什叶派人口，都是海湾合作委员会成员国。在阿拉伯之春期间，这一点变得尤为重要，当时中东各地长期执政的强人被推翻，巴林的起义似乎也威胁着巴林王室。
由于担心伊朗的影响和海湾合作委员会宪章下的权利，巴林君主邀请沙特阿拉伯军队镇压叛乱。这是海湾合作委员会内部第一次使用防务协定。沙特阿拉伯也严加关注以防止不满情绪在其领土内蔓延。